# Boris Solomonowitsch Aronsson

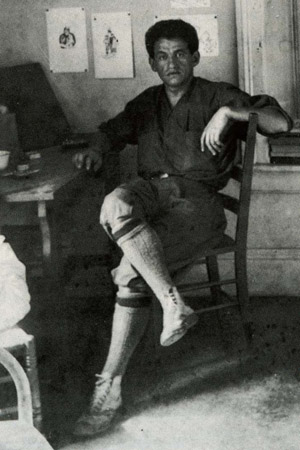
Boris Solomonowitsch Aronsson (1920)

Boris Solomonowitsch Aronsson, geboren als Borech-Ber Aronsson, (russisch Борис Соломонович Аронсон, ukrainisch Борис Соломонович Аронсон Borys Solomonowytsch Aronson; * 15. Oktoberjul. / 27. Oktober 1899greg. in Kiew, Russisches Kaiserreich; † 16. November 1980 in Manhattan) war ein ukrainisch-russisch-US-amerikanischer Künstler und Bühnenbildner.

## Leben
Aronssons Vater Solomon Aronsson war Oberrabbiner in Kiew und später in Tel Aviv-Jaffa. Aronsson studierte an der Kiewer Kunstschule bei Iwan Fjodorowitsch Selesnjow (Abschluss 1916). Er war dann 1917–1918 Schüler Alexandra Exters. Sie machte ihn später mit Wsewolod Emiljewitsch Meyerhold und Alexander Jakowlewitsch Tairow bekannt, unter deren Einfluss Aronsson sich fürs Theater und den Konstruktivismus begeisterte. Nach der Oktoberrevolution gründete er das Museum der jüdischen Kunst in Kiew. 1920 kam er nach Moskau und studierte Malerei bei Ilja Iwanowitsch Maschkow. Er lernte Marc Chagall kennen, der 1920 aus Witebsk nach Moskau kam und für das Staatliche Jüdische Theater Moskau Bühnenbilder für Scholem Alejchems Stücke schuf. Aronsson propagierte einen jüdischen Stil, wobei er die Prinzipien der abstrakten Malerei mit den Elementen der Volkskunst verband. Er analysierte unter anderem die Werke Marc Chagalls, Natan Issajewitsch Altmans, El Lissitzkys und Iossif Moissejewitsch Tschaikows.
1922 verließ Aronsson die UdSSR und begab sich zunächst nach Polen und dann nach Berlin, wo er in der Van-Diemen-Galerie mit El Lissitzky und Naum Gabo die Erste Ausstellung Russischer Kunst durchführte. Für Baruch Agadati entwarf er ein chassidisches Tanzkostüm. Ende 1923 kam er schließlich in die USA. Er arbeitete als Bühnenbildner und Kostümbildner für jiddische Theater in New York City, insbesondere für Maurice Schwartz’ Yiddish Art Theatr, für das er 1926 das Bühnenbild für Abraham Goldfadens Zehntes Gebot gestaltete. Am Group Theatre arbeitete er für Werke von Clifford Odets und Irwin Shaw.
Bereits 1932 debütierte Aronsson am Broadway zusammen mit Vernon Duke mit dem Musical Walk a Little Faster. Seine Broadway-Karriere setzte sich dann mehr als 40 Jahre fort. Er arbeitete für das 1948 aufgeführte Musical Love Life von Alan Jay Lerner und Kurt Weill. Den ersten Tony Award erhielt er 1951 für das Bühnenbild für The Rose Tattoo von Tennessee Williams. Weitere Arbeiten betrafen Arthur Millers The Crucible (1953) und The Diary of Anne Frank von Frances Goodrich und Albert Hackett (1955). 1964 schuf er das Bühnenbild für Fiddler on the Roof. Für seine Arbeit für das Musical Cabaret 1966 erhielt er 1967 den Tony Award. Von seinen insgesamt sechs Tony Awards bekam er den letzten 1976 für Pacific Overtures von Stephen Sondheim. An der Metropolitan Opera schuf er 1977 das Bühnenbild für Tschaikowskis Nussknacker unter der Leitung Mikhail Baryshnikovs.
1979 wurde Aronsson in die American Theater Hall of Fame aufgenommen. Sein Grab befindet sich auf dem Oak Hill Cemetery in Nyack.